# 狮峰

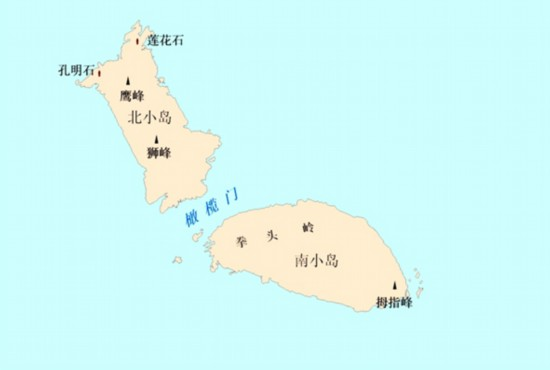
北小岛地圖。

狮峰是位在釣魚臺列嶼北小岛的一个山峰，位置在島上的中部偏南，同时也是岛上的第一高峰，海拔135公尺。狮峰北边正对岛上的第二高峰鹰峰，南边隔着橄榄门海峡与南小岛的拳头岭隔海相望。狮峰的名稱由中國在2012年9月命名。